# Тревізо-Брешіано
Тревізо-Брешіано (італ. Treviso Bresciano) — муніципалітет в Італії, у регіоні Ломбардія, провінція Брешія.
Тревізо-Брешіано розташоване на відстані близько 460 км на північ від Рима, 105 км на схід від Мілана, 29 км на північний схід від Брешії.
Населення — 549 осіб (2014).
Щорічний фестиваль відбувається 11 листопада. Покровитель — S. Martino.

## Демографія
Населення за роками:

Станом на 1 січня 2023 року в муніципалітеті офіційно проживало 18 іноземців з 4 країн, серед них 2 громадяни країн Євросоюзу та 8 громадян України.

## Сусідні муніципалітети
- Каповалле
- Ідро
- Лавеноне
- Провальйо-Валь-Саббія
- Вестоне
- Вобарно